# Deméter de Cnido

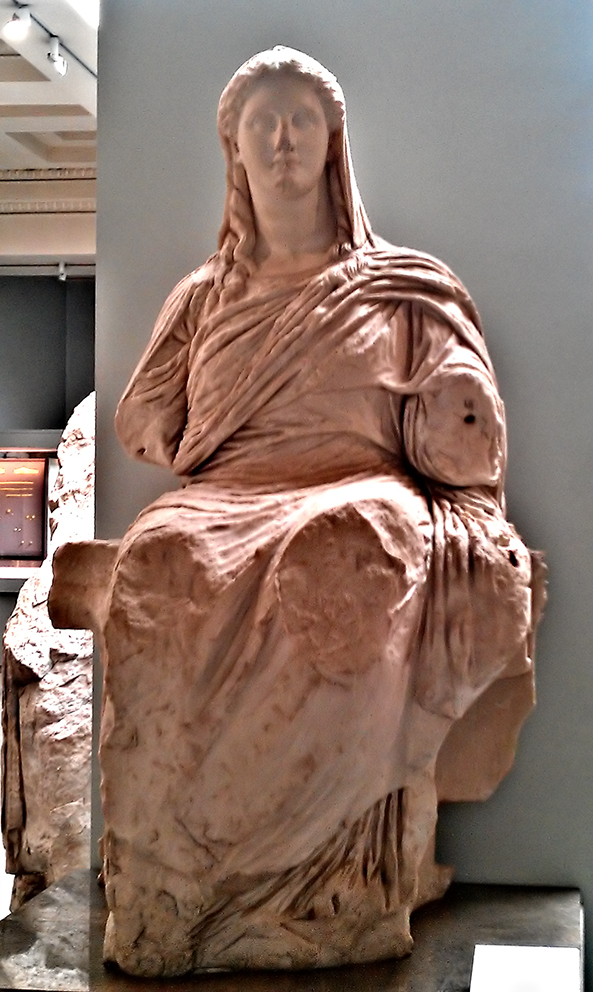
Estatua de Deméter.Museo Británico

Le Deméter de Cnido es una estatua cincelada en mármol blanco que representa a una Koré, probablemente a la diosa Deméter, es obra del escultor Leocares quien la realizó en el siglo IV a. C. emplazada en la ciudad de Cnido por la cual recibió el "apellido" fue redescubierta en las ruinas de dicha ciudad griega de Caria durante el siglo XIX y llevada a Inglaterra donde se conserva en el British Museum.
En el 2008 la ciudad turca de Datça solicitó al Ministerio de Cultura y Turismo británico la devolución de las dos estatuas conocidas como el León de Cnido y la Deméter de Cnido.